# Gransumpskog

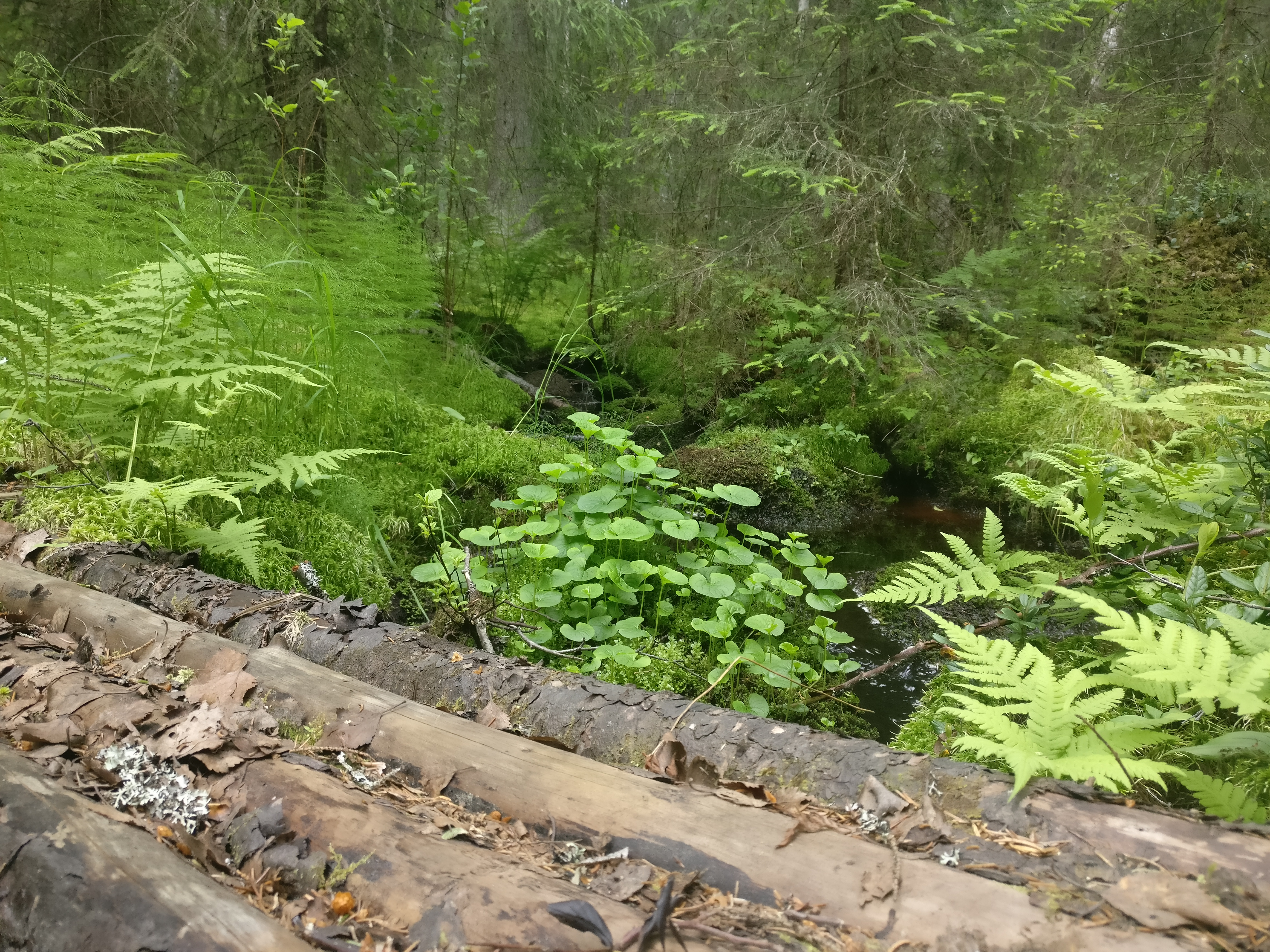
Nordsjöskogen

Gransumpskog är en nyckelbiotop, som är en sumpskog, som domineras av gran och ofta är odikad. Björk, gråal och klibbal kan förekomma.
Gransumpskogar kännetecknas av senvuxen gran av hög ålder, hög luftfuktighet och gott om död ved.

## Signalarter
- rörsvepemossa
- terpentinmossa
- vedsäckmossa
- blåmossa
- stor revmossa
- skuggmossa
- skör kvastmossa
- kornknutmossa
- trådbrosklav
- garnlav
- rostfläck
- kattfotslav
- gammelgranslav
- hållav (på klibbal)
- liten sotlav
- smalskaftslav
- vitgrynig nållav
- kötticka
- rödgul trumpetsvamp

## Exempel på naturreservat med gransumpskog i Sverige
- Dalkarlsberget i Hedemora kommun i Dalarna {60°30′23″N 16°14′03″Ö / 60.50639°N 16.23417°Ö)
- Gideåbergsmyrarna i Sollefteå kommun i Medelpad {63°17′37″N 16°33′44″Ö / 63.29361°N 16.56222°Ö)
- Nordsjöskogen i Hagfors kommun i Värmland {60°19′02″N 13°34′55″Ö / 60.31722°N 13.58194°Ö)
- Juurakkomaa i Överkalix kommun i Norrbotten {66°36′05″N 23°04′31″Ö / 66.60139°N 23.07528°Ö)
- Harsu naturreservat i Pajala kommun i Norrbotten {67°18′13″N 23°27′35″Ö / 67.30361°N 23.45972°Ö)
- Kallåns naturreservat i Ydre kommun I Östergötland {57°46′22″N 15°17′23″Ö / 57.77278°N 15.28972°Ö)
- Svartkärrets naturreservat i Heby kommun i Uppland {60°03′22″N 17°04′22″Ö / 60.05611°N 17.07278°Ö)
- Kimbäcken i Älvdalens kommun i Dalarna {61°40′15″N 13°20′11″Ö / 61.67083°N 13.33639°Ö)
- Byggningaån i Älvdalens kommun i Dalarna {61°46′47″N 12°51′19″Ö / 61.77972°N 12.85528°Ö
- Torödsmossens naturreservat i Tanums kommun i Bohuslän {58°41′55″N 11°29′45″Ö / 58.69861°N 11.49583°Ö